# Кирпичний (Середньоуральський міський округ)
Кирпи́чний (рос. Кирпичный) — селище у складі Середньоуральського міського округу Свердловської області.
Населення — 67 осіб (2010, 30 у 2002).
Національний склад станом на 2002 рік: росіяни — 80 %.